# Kukló
Kukló (szlovákul Kuklov, németül Kuchelhof / Kuglhof) község Szlovákiában, a Nagyszombati kerületben, a Szenicei járásban.

## Fekvése
Szenicétől 25 km-re nyugatra fekszik.

## Története
1388-ban abban az oklevélben említik először, melyben Luxemburgi Zsigmond az éleskői uradalmat – melyhez Kukló is tartozott – hívének, Stíbor vajdának adja. Régi temploma a 14. században már állt. Később a saskői váruradalom tartozéka volt. 1720-ban malma és 39 adózó polgára létezett, mely közül 20 nemes. 1828-ban 238 házában 1704 lakos élt.
Vályi András szerint „KUKLO. Kugelhof. Tót falu Posony Várm. Földes Ura a’ F. Király, G. Batthyáni, és B. Jeszenák Uraságok, lakosai katolikusok, fekszik sík helyen, három fordúlóra van osztva határja, ’s terem rozsot, árpát, kendert, van réttye, erdeje, bora, búzája nints."
Fényes Elek szerint „Kukló, (Kugelhof), Pozson m. falu, a Miava bal partján, Nyitra vmegye szélén 1521 kath., 149 zsidó lak., kath. paroch. templommal, vizimalommal. Szántóföldjei sikon feküsznek s jól miveltetnek; sok kender, rozs; nemesitett juhtenyésztés; kétszer kaszálható rétek, derék erdő. F. u. a cs. kir. fam. s a sasvári uradalomhoz tartozik. Ut. p. Sz.-János.”
A trianoni békeszerződésig Pozsony vármegye Malackai járásához tartozott.

## Népessége
| Év:            | 1994. | 2004.   | 2014.   | 2024.   |
| -------------- | ----- | ------- | ------- | ------- |
| Emberek száma: | 755   | 790     | 795     | 753     |
| Eltérés:       |       | +4,63 % | +0,63 % | -5,28 % |

| Év:            | 2023. | 2024.   |
| -------------- | ----- | ------- |
| Emberek száma: | 766   | 753     |
| Eltérés:       |       | -1,69 % |

1910-ben 1285, túlnyomórészt szlovák anyanyelvű lakosa volt.
2001-ben 762 lakosából 735 szlovák volt.
2011-ben 797 lakosából 744 szlovák volt.

## Nevezetességei
- Szent István tiszteletére szentelt római katolikus temploma a 18. század végén, a régi gótikus templom felhasználásával épült klasszicista stílusban.

## Neves személyek
- Itt született 1738-ban Papánek György (szk. Juraj Papánek) szlovák történész, a szlovák történelem első összefoglalója.
- Itt született 1743-ban Papánek János piarista áldozópap és tanár.
- Itt született 1891-ben Ján Pöstényi katolikus pap, pápai kamarás, újságíró, a Szent Adalbert Egylet titkára.
- Itt szolgált Ján Pavelka (1807-1878) római katolikus plébános.

## Külső hivatkozások
- Községinfó
- Kukló Szlovákia térképén
- E-obce.sk Archiválva 2008. szeptember 25-i dátummal a Wayback Machine-ben